# Krytyczna lista roślin naczyniowych Polski
Krytyczna lista roślin naczyniowych Polski – krytyczna lista roślin naczyniowych Polski. Wydawana w latach 1995, 2002 i 2020 przez Instytut Botaniki im. Władysława Szafera Polskiej Akademii Nauk w Krakowie:
1. Vascular plants of Poland. A checklist • Krytyczna lista roślin naczyniowych Polski. Opracowanie z 1995. Zostało udostępnione również w internecie. Opracowanie zawiera w porządku alfabetycznym ok. 6 000 nazw łacińskich i ponad 4000 nazw polskich wszystkich gatunków (ok. 2750)  roślin naczyniowych występujących w Polsce.
2. Flowering plants and pteridophytes of Poland. A checklist • Krytyczna lista roślin naczyniowych Polski. Opracowanie z 2002, poprawione i uzupełnione w stosunku do poprzedniej edycji. Jest dostępne tylko w formie książkowej. Zawiera ok. 7000 nazw łacińskich i ok. 5000 nazw polskich wszystkich gatunków i podgatunków roślin naczyniowych występujących w Polsce. Jest to ponad 4800 taksonów, z czego 2500 to taksony rodzime, a 480 trwale zadomowione w polskiej florze. Ponadto ujęte zostały efemerofity oraz gatunki częściej uprawiane w gruncie.
3. Vascular plants of Poland. An annotated checklist • Rośliny naczyniowe Polski. Adnotowany wykaz gatunków. Publikacja z 2020. Zawiera 7402 nazwy naukowe gatunków i podgatunków oraz 5761 nazw polskich. Obejmuje łącznie 4434 taksony, z czego 2600 są rodzime, a 534 trwale zadomowione. W stosunku do wcześniejszych wydań publikacja zawiera ok. 500 nowych taksonów (odkrytych w Polsce, głównie zawleczonych w międzyczasie, oraz nowo wyróżnionych gatunków z grup krytycznych). Zaktualizowany został status wielu gatunków, uznanych za już zadomowione (wcześniej notowanych jako zawlekane częściowo). Pod względem taksonomicznym opracowanie jest konserwatywne – zastosowano nazwy naukowe ugruntowane i używane tradycyjnie w polskim piśmiennictwie, aktualizacja taksonomiczna nastąpiła w niewielkiej liczbie rodzajów.

Głównymi autorami wszystkich wydań są: Zbigniew Mirek, Halina Piękoś-Mirek, Adam Zając i Maria Zając. Niektóre grupy taksonomiczne mają odrębnych autorów. Wszystkie wydania napisane są w języku angielskim i polskim oraz mają podobny układ treści zawierający następujące działy:
- Lista gatunków. Przed nazwą taksonu symboliczne oznaczenia oznaczające jego status we florze polskiej:
  - antropofit zadomowiony we florze polskiej
  - takson o niepewnym statusie we florze polskiej
  - efemerofit
  - takson uprawiany
  - są wątpliwości, czy takson jest składnikiem flory polskiej
  - takson wymarły na terenie Polski
  - takson prawdopodobnie wymarły na terenie Polski
- Przypisy do listy gatunków
- Zarys systematyki zastosowanej w publikacji
- Indeks nazw rodzajowych wraz z ich przynależnością do rodzin
- Indeks polskich nazw roślin wraz z odsyłaczami do nazw łacińskich
- Indeks nazwisk autorów
- Literatura